# Gare de Saint-Malo
Gare de Saint-Malo vasútállomás Franciaországban, Saint-Malo településen.

## Vasútvonalak
Az állomást az alábbi vasútvonalak érintik:
- Rennes–Saint-Malo-vasútvonal

## Kapcsolódó állomások
A vasútállomáshoz az alábbi állomások vannak a legközelebb:
- Gare de La Gouesnière - Cancale - Saint-Méloir-des-Ondes (Gare de Rennes, Rennes–Saint-Malo-vasútvonal)